# Antihistaminica
Antihistaminica zijn middelen die allergische reacties onderdrukken. Ze blokkeren de werking van het lichaamseigen histamine. Histamine ligt in bepaalde cellen (meestal mestcellen) opgeslagen en komt vrij nadat het lichaam in contact is geweest met een allergeen, een stof waar iemand allergisch voor is. Het histamine kan plaatselijk vrijkomen, bijvoorbeeld na een insectensteek, waarna het histamine voor het bultje en de jeuk verantwoordelijk is. Als het histamine in de bloedbaan wordt uitgestort kan dit tot variërende en soms levensgevaarlijke situaties leiden. De effecten variëren van lichte ademhalingsmoeilijkheden via bloeddrukdaling tot diepe shock en zelfs tot overlijden. Deze H1-antihistaminica antagoneren dus de receptoren van de gladde spieren van de vaatwand, de bronchi, de blaas en verder ook het effect van histamine op de capillairen. Ze worden gebruikt bij allergische aandoeningen. Dit zijn de klassieke antihistaminica.
De H2-antihistaminica antagoneren competitief de door histamine opgewekte verhoogde maagzuursecretie. Dit werd eind vorige eeuw een nieuwe klasse van maagmiddelen met als eerste vertegenwoordiger cimetidine. Deze groep werd snel overvleugeld door de protonpompremmers.

## Toediening
H1-antihistaminica zijn bedoeld om oraal in te nemen. Deze werken tegen allerlei vormen van allergie, of het nu om een loopneus, benauwdheid of huiduitslag, zoals netelroos, gaat. Een aantal van deze stoffen kan bij kriebelhoest worden gebruikt. Andere antihistaminica zijn in de vorm van neusspray of oogdruppels. Die zijn specifiek voor neusklachten en oogklachten, klachten die bij hooikoorts passen en maar weinig ervan kunnen intraveneus worden toegediend. Dit is in principe alleen voorbehouden aan artsen tijdens de behandeling van ernstige allergische of anafylactische reacties.

## Bijwerkingen
De oudere antihistaminica zoals dimetindeen hadden nogal wat psychotrope bijwerkingen, voornamelijk slaperigheid. Nieuwere antihistaminica zoals levocetirizine, cetirizine en loratadine hebben dit probleem minder. Zie bijvoorbeeld de bijsluiter van het geneesmiddel desloratadine. Met een eenmaaldaagse dosering zijn de klachten meestal goed te voorkomen. Antihistaminica zijn in sommige omstandigheden, bijvoorbeeld tijdens zwangerschap en borstvoeding, soms minder geschikt, hoewel sommigen ze juist gebruiken bij zwangerschapsbraken.

## Natuurlijke antihistaminica
Sommige kruiden werken als antihistaminicum, bijvoorbeeld citroenmelisse. Het bekendste natuurlijke antihistaminicum is calcium, maar ook vitamine C in hoge dosering.